# Владимир Чорович
Владимир Чорович е известен югославски (сръбски и босненско-херцеговински) историк и филолог (славист), Редовен член на Сръбската кралска академия.
Своеобразен продължител на делото на първия сръбски академик и историк Станое Станоевич.

## Биография
През 1904 г. се записва във Виенския университет, където учи славянска филология, история и археология при известните слависти Ватрослав Ягич, Константин Иречек и Милан Решетар. Защитава докторска дисертация във Виенския университет (1908). Специализира в Мюнхен при известния германски византолог Карл Крумбахер, като отскача (1909) до Париж и Болоня, за да се запознае и изследва стари славянски ръкописи, съхранявани в кногохранилищата на тамошните библиотеки.
От септември 1909 г. живее в Сараево, където е директор на библиотеката. След Сараевския атентат е осъден от австро-унгарските власти по политически причини на 8 години каторжен труд, но под натиска на международната общественост е амнистиран от австро-унгарския император през 1917 г.
След освобождаването му от затвора в Зеница се установява в Загреб, където общува с Иво Андрич и с други интелектуалци и политици, ратуващи за югославско обединение. Взема участие в събора в Белград на 1 декември 1918 г., който излиза с декларация за обединение на сърби, хървати и словенци в обща държава.
Установява се в Белград през 1919 г. Преподава във Философския факултет на Белградския университет, като първоначално е извънреден, а от 1921 г. е редовен професор. Става дописен (1922) и редовен (1934) член на Сръбската кралска академия на науките.
След началото на операцията на Силите на оста срещу Югославия на 6 април 1941 г. (т.нар. операция Ауфмарш 25), опасявайки се от репресии като виден югославски политически деец, Чорович решава да замине за Гърция. Самолетът, с който пътува, катастрофира на гръцката планина Олимп на 17 април 1941 г. и историкът загива.

## „История на сърбите“
Най-известният труд на Владимир Чорович „История на сърбите“ има драматична съдба. Завършен е малко преди смъртта му (март 1941). Авторът го оставя без заглавие, колебаейки се между „История на сръбския народ“ и „История на сърбите (политическа и културна)“.
Ръкописът остава при издател, който няма как да го публикува през Втората световна война, а това се оказва невъзможно и след възстановяването на Югославия по идеологически причини. Капиталният труд на Чорович е публикуван за първи път едва през 1989 г. Заглавието на публикувания труд е определено при издаването му.